# Gareth

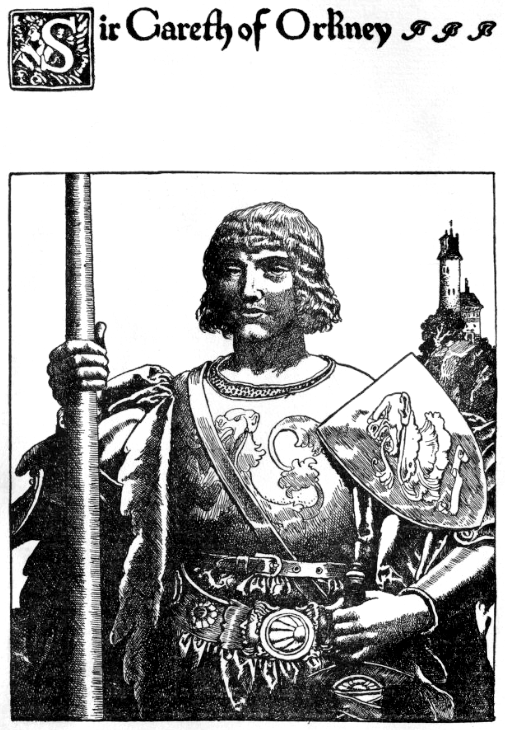
Sir Gareth i en illustration av Howard Pyle.

Gareth var yngste bror till Gawain i Arturlegenden. Gareth framställs i Thomas Malorys bok Le Morte d'Arthur som en god och tapper yngling, som tar sig till Arturs hov anonymt och arbetar som kökspojke ett år innan han börjar göra hjältedåd. Han och hans bror Gaetris blir till slut dödade av misstag av Lancelot.